# Méouge
Die Méouge ist ein Fluss in Frankreich, der in den Regionen Auvergne-Rhône-Alpes und Provence-Alpes-Côte d’Azur verläuft. Sie entspringt in den Bergen der Montagne d’Albion im Gemeindegebiet von Barret-de-Lioure, entwässert generell Richtung Nordost bis Ost durch den Regionalen Naturpark Baronnies Provençales und mündet nach rund 40 Kilometern im Gemeindegebiet von Val Buëch-Méouge als rechter Nebenfluss in einen Seitenarm des Buëch. Auf ihrem Weg durchquert die Méouge die Départements Drôme und Hautes-Alpes.

## Orte am Fluss
(Reihenfolge in Fließrichtung)
- Séderon
- Vers-sur-Méouge
- Lachau
- Salérans
- Barret-sur-Méouge
- Saint-Pierre-Avez
- Antonaves, Gemeinde Val Buëch-Méouge

## Sehenswürdigkeiten
- Gorge de la Méouge, tief eingeschnittene Schlucht beim Durchbruch ins Tal des Buëch.